# Cascade (Montana)
Cascade es un pueblo ubicado en el condado de Cascade en el estado estadounidense de Montana. En el Censo de 2020 tenía una población de 600 habitantes y una densidad poblacional de 352.94 personas por km². Se encuentra a orillas del curso alto del río Misuri.

## Geografía
Cascade se encuentra ubicado en las coordenadas 47°16′15″N 111°42′12″O / 47.27083, -111.70333. Según la Oficina del Censo de los Estados Unidos, Cascade tiene una superficie total de 1.36 km², de la cual 1.36 km² corresponden a tierra firme y (0%) 0 km² es agua.

## Demografía
Según el censo de 2010, había 685 personas residiendo en Cascade. La densidad de población era de 503,77 hab./km². De los 685 habitantes, Cascade estaba compuesto por el 94.89% blancos, el 0% eran afroamericanos, el 2.48% eran amerindios, el 0% eran asiáticos, el 0% eran isleños del Pacífico, el 0.73% eran de otras razas y el 1.9% pertenecían a dos o más razas. Del total de la población el 2.48% eran hispanos o latinos de cualquier raza.